# Едвард Дьюгерст
Едвард Дьюгерст (англ. Edward Dewhurst; 27 березня 1870 — 25 лютого 1941) — колишній австралійський тенісист.
Найвищу одиночну позицію світового рейтингу — 9 місце досяг 1906 року (рейтинг у США).
Перемагав на турнірах Великого шолома в змішаному парному розряді.

## Фінали турнірів Великого шолома

### Мікст (1–1)
| Результат | Рік  | Турнір        | Покриття | Партнер      | Суперники                       | Рахунок  |
| --------- | ---- | ------------- | -------- | ------------ | ------------------------------- | -------- |
| Поразка   | 1905 | Чемпіонат США | Трава    | Елізабет Мур | Оґаста Шульц Кларенс Гобарт     | 2–6, 4–6 |
| Перемога  | 1906 | Чемпіонат США | Трава    | Сара Коффін  | Марґарет Джонсон Дж. Б. Джонсон | 6–3, 7–5 |